# Fornelos (Santa Marta de Penaguião)
Fornelos ist ein Ort und eine ehemalige Gemeinde (Freguesia) im portugiesischen Kreis Santa Marta de Penaguião. Die Gemeinde hatte 241 Einwohner (Stand 30. Juni 2011).
Am 29. September 2013 wurden die Gemeinden Fornelos und Louredo zur neuen Gemeinde União das Freguesias de Louredo e Fornelos zusammengeschlossen. Fornelos ist Sitz dieser neu gebildeten Gemeinde.